# 戰馬一號
《戰馬一號》（英語：Warhorse One）是一部2023年美國戰爭動作劇情片，由威廉·考夫曼及強尼·史壯（導演處女作）合作編導，史壯與雅典娜·杜納（Athena Durner）擔任主演；考夫曼和史壯亦身兼其他職位。電影講述一名海豹部隊士官長意外降落在阿富汗邊境的山區。在空中支援到來之前，他必須帶著一名落難小孩到達安全地帶，並一路上對抗塔利班叛軍。
電影2023年6月30日在美國有限上映，2023年7月4日採VOD及數位發行。

## 劇情
美軍撤出阿富汗後不久，一個美國傳教士家庭打算撤離動盪的阿富汗，美方私下派出代號「戰馬」（Warhorse）的海豹部隊，到阿富汗邊境的山區搭救他們。戰馬前往會合地點的途中，直升機遭到塔利班叛軍的RPG擊落，最後墜毀；除了被摔出機外的士官長李察·米克，其他士兵全數罹難。唯一倖存的米克決意繼續執行任務，但發現傳教士家庭的車輛已遭叛軍襲擊，唯有小女兒柔伊·華特斯倖存，於是帶著她行動，等待總部聯絡空中支援。
米克與柔伊翻山越嶺，一路上培養了感情。由艾哈邁德·拉丹為首的塔利班叛軍得知了米克和柔伊的存在，開始分頭追擊他們。艾哈邁德偽裝成牧羊人接近米克與柔伊，直到一場遭遇戰中，趁米克迎戰時綁架了柔伊。米克偽裝成叛軍潛入塔利班村莊，但在一陣交火後遭艾哈邁德捉住。艾哈邁德威脅米克說出空中支援的直升機時間，並在對方拒絕後打算殺死他和柔伊。米克抓到機會反擊，並與大量敵人交火；雖然成功救到柔伊並殺死艾哈邁德，但米克的背部遭艾哈邁德刺傷，導致他在受傷狀態下帶著柔伊逃亡。
米克帶著柔伊一路逃至山頂，但面對追兵卻無力反擊，直到美方派來的援軍抵達，成功救走兩人。回到美國，米克收養了柔伊。

## 演員
- 強尼·史壯飾演士官長李察·米克（Master Chief Richard Mirko）[6]
- 雅典娜·杜納（Athena Durner）飾演柔伊·華特斯（Zoe Walters）[6]
- 拉傑·卡拉（Raj Kala）飾演艾哈邁德·拉丹（Ahmad Radam）[4]
- 詹姆斯·謝里爾（James Sherrill）飾演詹姆斯·「G」·威利克中士／城堡（Petty Officer James 'G' Wiliker / Castle）
- 西亞·羅斯塔米（Siya Rostami）飾演塔拉德（Tarad）
- 托德·詹金斯（Todd Jenkins）飾演尤瑟夫（Youssef）[6]
- 丹尼·奧古斯都（Danny Augustus）飾演賈拉（Jarrah）
- 麥可·索爾斯（Michael Sauers）飾演「米勒」軍士長麥克（Chief Petty Officer Mike 'Miller'）
- 山德·高梅茲（Xander Gòmez）飾演「獵人」萊瓦（Lewa 'The Hunter'）
- 大衛·伊布拉欣（David Ibrahim）飾演阿布·伯克爾（Abu Bakar）
- 史蒂夫·莫卡特（Steve Mokate）飾演指揮官約翰斯（Commander Johns）
- E·K·斯皮拉（E.K. Spila）飾演副處長戴夫·馬蒂斯（Assistant Director Dave Mattis）

## 發行
《戰馬一號》登上第76屆坎城影展兜售國際發行權前，Well Go USA娛樂已取得美國發行權。《戰馬一號》2023年6月30日在美國有限上映，2023年7月4日採VOD與數位發行。電影的DVD及藍光版本於2023年11月7日發售。

## 外部連結
- 官方网站
- 互联网电影数据库（IMDb）上《戰馬一號》的资料（英文）
- 爛番茄上《戰馬一號》的資料（英文）